# Niphadophylax
Niphadophylax là một chi bướm đêm thuộc phân họ Olethreutinae, họ Tortricidae Tortricidae.

## Các loài
- Niphadophylax hemicycla Diakonoff, 1992
- Niphadophylax mexicanus (Razowski & Brown, 2004)